# Охримовцы (Хмельницкая область)
Охримовцы (укр. Охрімівці) — село в Виньковецком районе Хмельницкой области Украины.
Население по переписи 2001 года составляло 985 человек. Население по данным 2025 года составляло 651 человек. Почтовый индекс — 32523. Телефонный код — 3846. Занимает площадь 2,814 км². Код КОАТУУ — 6820686001.

## Местный совет
32522, Хмельницкая обл., Виньковецкий р-н, с. Охримовцы